# Aserejé
Singles de Las Ketchup
Kusha Las Payas
(2002)
Pistes de Hijas del Tomate
Sevillanas Pink
(5) Krapuleo
(7)
The Ketchup Song (Aserejé) est une chanson du groupe de pop espagnol Las Ketchup sortie le 10 juin 2002 sous les labels Columbia Records et Sony Music Entertainment. Premier single extrait de leur premier album studio Hijas del Tomate, ce titre a été écrit par Manny Benito et Manuel Ruiz, et produit par Manuel Ruiz. C'est devenu un succès international atteignant la première place des hit-parades dans 26 pays différents.
En 2023, le refrain est repris par Young Miko sur le titre Wiggy.

## Paroles
La chansonnette raconte l'histoire d'un « afro-gipsy, rasta » nommé Diego qui entre dans une boîte de nuit bondée à minuit. Dès que le DJ voit Diego il lance la chanson de minuit, celle que Diego préfère. Le refrain est alors une reprise en yaourt espagnol de la chanson Rapper's Delight de Sugarhill Gang, :
« i said a hip hop the hippie the hippie

to the hip hip hop, a you dont stop

the rock it to the bang bang boogie say up jumped the boogie

to the rhythm of the boogie, the beat »
« Aserejé, ja, dejé, dejebe

tu dejebe[re] sebiounouba

majabi [tu]an de bugui

an de buididipí »

## Formats et liste des pistes
| 1. | The Ketchup Song (Aserejé) (Spanglish Version)            | 3:32 |
| 2. | The Ketchup Song (Aserejé) (Spanish Version)              | 3:32 |
| 3. | The Ketchup Song (Aserejé) (Chiringuito Club Single Edit) | 3:41 |
| 4. | The Ketchup Song (Aserejé) (Motown Club Single Edit)      | 3:41 |

Le single est ressorti pour noël avec un nouveau remix et un nouveau clip.
| No | Titre                                                       | Durée |
| -- | ----------------------------------------------------------- | ----- |
| 1. | The Ketchup Song (Aserejé) (Crystal Sound Xmas mix)         | 3:50  |
| 2. | The Ketchup Song (Aserejé) (Karaoke Version)                | 3:44  |
| 3. | The Ketchup Song (Aserejé) (Chiringuito Club mix)           | 5:30  |
| 4. | The Ketchup Song (Aserejé) (video - Crystal Sound Xmas mix) |       |

## Classement et ventes
| Classement (2002-2003)                  | Meilleure position |
| --------------------------------------- | ------------------ |
| Allemagne (Media Control AG)            | 1                  |
| Australie (ARIA)                        | 1                  |
| Autriche (Ö3 Austria Top 40)            | 1                  |
| Belgique (Flandre Ultratop 50 Singles)  | 1                  |
| Belgique (Wallonie Ultratop 50 Singles) | 1                  |
| Canada (Hot 100)                        | 1                  |
| Danemark (Tracklisten)                  | 1                  |
| Pays-Bas (Single Top 100)               | 1                  |
| Europe (Hot 100)                        | 1                  |
| Finlande (Suomen virallinen lista)      | 1                  |
| France (SNEP)                           | 1                  |
| Hongrie (Single Top 40)                 | 1                  |
| Irlande (IRMA)                          | 1                  |
| Italie (FIMI)                           | 1                  |
| Japon (Hot 100)                         | 5                  |
| Nouvelle-Zélande (RMNZ)                 | 1                  |
| Norvège (VG-lista)                      | 1                  |
| Espagne (PROMUSICAE)                    | 1                  |
| Suède (Sverigetopplistan)               | 1                  |
| Suisse (Schweizer Hitparade)            | 1                  |
| Royaume-Uni (UK Singles Chart)          | 1                  |
| États-Unis (Billboard Hot 100)          | 54                 |
| États-Unis (Billboard Top 40 Tracks)    | 39                 |
| États-Unis (Hot Latin Songs)            | 1                  |
| États-Unis (Billboard Tropical Songs)   | 1                  |

| Classement de fin d'année (2002)      | Position |
| ------------------------------------- | -------- |
| Australie Classement single           | 5        |
| Autriche Classement single            | 2        |
| Belgique Classement single (Flandre)  | 1        |
| Belgique Classement single (Wallonie) | 1        |
| France Classement single              | 1        |
| Irlande Classement single             | 3        |
| Suisse Classement single              | 1        |
| Royaume-Uni Classement single         | 8        |
| Classement de fin d'année (2003)      | Position |
| Australie Classement single           | 8        |
| Autriche Classement single            | 23       |
| Belgique (Wallonie) Classement single | 62       |
| France Classement single              | 24       |
| Suisse Classement single              | 45       |
| Royaume-Uni Classement single         | 171      |

| (2000–2009)                 | Position |
| --------------------------- | -------- |
| Australie Classement single | 11       |
| Allemagne Classement single | 8        |
| France Classement single    | 1        |

## Certification
| Région                                                                                                 | Certification | Ventes/Streams |
| --- | ------------- | -------------- |
| France (SNEP)                                                                                          | Diamant       |                |
| *Ventes selon la certification ^Mise en rayon selon la certification xNon précisé par la certification |               |                |